# جمال محمد صالح
جمال محمد صالح (29 نوفمبر 1959

) طبيب وعسكري وسياسي بحريني.

## السيرة
ولد صالح في 29 نوفمبر 1959. حصل على بكالوريوس الطب والجراحة من كلية طب عين شمس عام 1983.
عمل أستاذ مساعد في كلية الطب والعلوم الطبية في جامعة الخليج العربي. ثم عمل استشاري جراحة العظام والكسور في المستشفى العسكري ثم ترقى إلى رئيس دائرة العظام ثم ترقى إلى رئيس الأطباء ثم تقاعد برتبة عقيد.
في انتخابات مجلس النواب لعام 2011 فاز بمقعد الدائرة الثامنة في محافظة العاصمة بعدما جمع 430 صوت ما نسبته 69.40%.